# Aldridge
Aldridge är en ort i unparished area Aldridge Brownhills, i distriktet Walsall, Storbritannien. Den ligger i grevskapet West Midlands och riksdelen England, i den södra delen av landet, 170 km nordväst om huvudstaden London. Aldridge ligger 162 meter över havet och antalet invånare är 16 008. Aldridge var en civil parish fram till 1966 när blev den en del av Aldridge Brownhills, Birmingham, Shenstone, Walsall och West Bromwich. Civil parish hade 51 046 invånare år 1961. Staden nämndes i Domedagsboken (Domesday Book) år 1086, och kallades då Alrewic.
Terrängen runt Aldridge är huvudsakligen platt. Aldridge ligger uppe på en höjd. Runt Aldridge är det mycket tätbefolkat, med 3 623 invånare per kvadratkilometer. Närmaste större samhälle är Birmingham, 13,8 km söder om Aldridge. Runt Aldridge är det i huvudsak tätbebyggt.